# Körber Process Solutions
La Körber Process Solutions (già Körber PaperLink) è una divisione del gruppo Körber. Körber Process Solutions GmbH è la holding di questa divisione e si occupa della gestione delle aziende collegate.

## Divisione
Körber Process Solutions con sede ad Amburgo, Germania, riunisce sotto un unico tetto aziende operanti in tutto il mondo, specializzate in: produzione di macchine, fornitura di tecnologie e servizi per l'industria di trasformazione e confezionamento di prodotti in tissue (Business Unit Tissue) e per l'igiene (Business Unit Hygiene), soluzioni mailing (Business Unit Mail Solutions) e intralogistica (Business Unit Intralogistics). Le aziende che ne fanno parte sono: Aberle, Baltic Elektronik, Fabio Perini, Winkler+Dünnebier, W+D Direct Marketing Solutions e Langhammer.
Come Divisione del Gruppo Körber, Körber Process Solutions è presente in Europa, nell'America del Nord e del Sud ed in Asia attraverso una fitta rete di società di vendita e assistenza. Nel 2011, la Divisione, che occupa 2 101 collaboratori, ha registrato un fatturato di 453 milioni di euro.

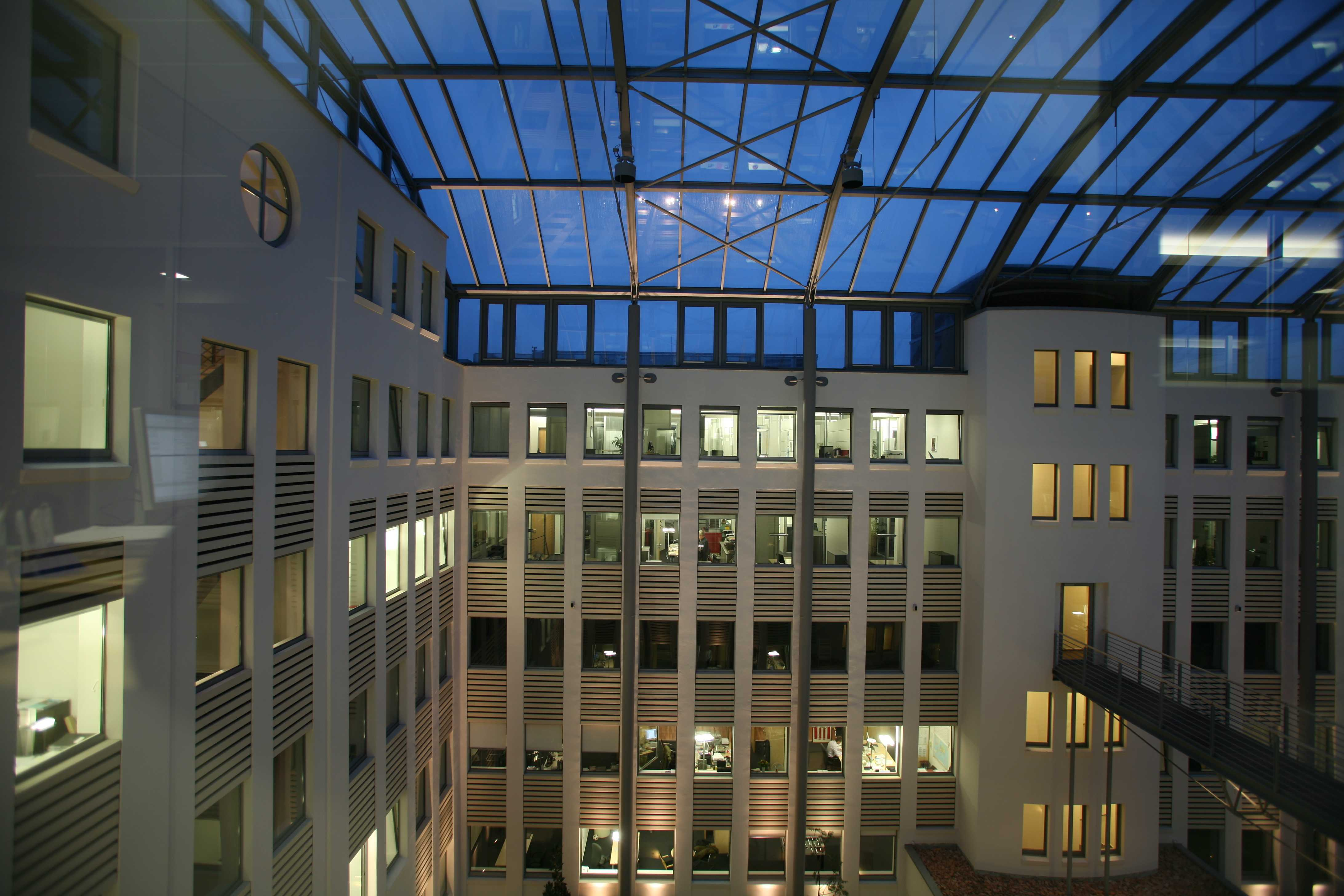
Sede principale di Körber Process Solutions

## Prodotti e servizi
Le attuali specializzazioni delle aziende Körber Process Solutions comprendono trasformazione e confezionamento di prodotti tissue e per usi igienici, mail solutions, applicazioni di intralogistica e prodotti elettronici.